# Jacutinga (Rio Grande do Sul)
Pour les articles homonymes, voir Jacutinga.
Jacutinga est une municipalité brésilienne située dans l'État du Rio Grande do Sul.